# Lago Dietro la Torre
Il Lago Dietro la Torre è un invaso artificiale posto a 2.366 m s.l.m. nel vallone d'Arnas in val di Viù.

## Caratteristiche

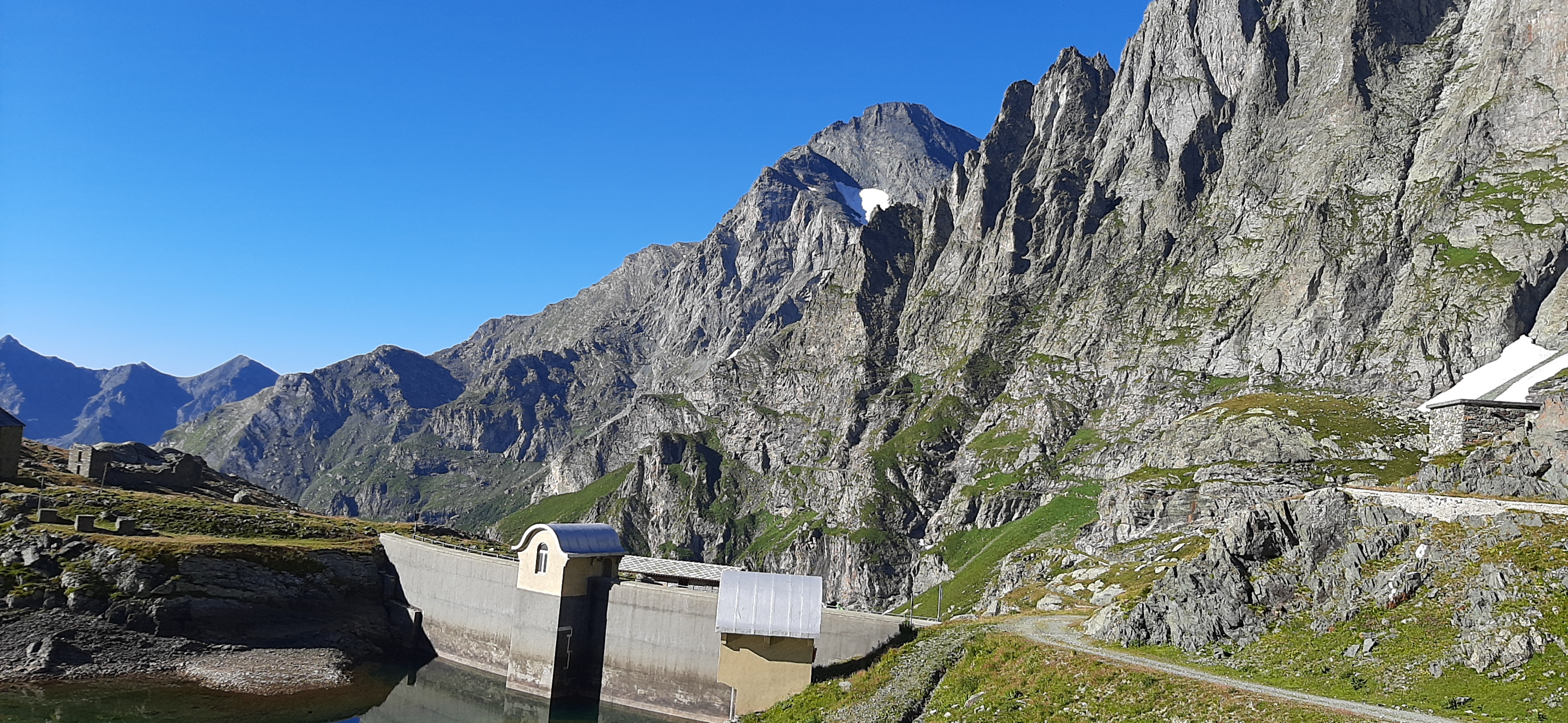
La diga di sbarramento.

L'invaso fu costruito intorno al 1925 in concomitanza degli sbarramenti del lago della Rossa e di quello di Malciaussia. Serve come punto intermedio delle condotte forzate che scendono dal lago della Rossa e che poi raggiungono la centrale idroelettica collocata alla frazione Crot di Usseglio.
Nei pressi del lago vi si trova una centrale idroelettrica ed altre strutture di servizio. Sono presenti i resti degli alloggiamenti che erano serviti per gli operai che avevano costruito lo sbarramento della Rossa ed i resti della ferrovia Decauville che lo collegava fino al lago di Malciaussia.
Il lago è raggiungibile mediante strada privata dell'Enel e mediate funivia sempre privata.